# لاين ديفيدسون
لاين ديفيدسون (بالإنجليزية: Iain Davidson)‏ (14 يناير 1984 بكيركالدي في المملكة المتحدة - ) هو لاعب كرة قدم إسكتلندي في مركز الدفاع. لعب مع ريث روفرز ونادي بريتشين سيتي ونادي دندي ونادي سكاربورو.

## وصلات خارجية
- لاين ديفيدسون على موقع قاعدة بيانات كرة القدم.إي يو (الإنجليزية)
- لاين ديفيدسون على موقع Soccerbase.com (لاعب) (الإنجليزية)
- لاين ديفيدسون على موقع Soccerway.com (الإنجليزية)